# 熨斗

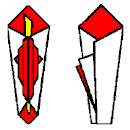
折熨斗（短冊形の黄色い紙片は熨斗鮑を表す）

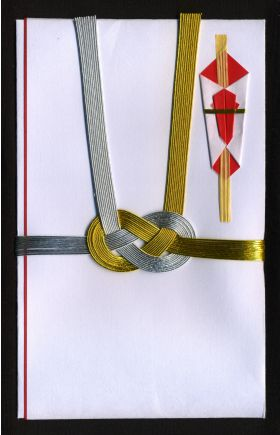
祝儀袋（熨斗袋）

熨斗（のし）は、元来はアワビ（鮑）を伸ばして乾燥させた加工品（熨斗鮑）。現代ではそれに由来して慶事における進物や贈答品に添えられる飾りのことである。
日本では慶事の贈り物において右上端に熨斗が付き、中央に水引を掛けて敬意を表すことがある（中央の結び部分については水引を参照）。現代では熨斗も水引も簡略化されてともに包装紙（熨斗紙）にプリントされていることも多い。祝儀袋を熨斗袋（のしぶくろ）というのは右肩に熨斗が付けられているためである。
熨斗は伸しからの転義である。漢語「熨斗」は「ウット」とも読み、「熨（熱でしわをのばす）」＋「斗（ひしゃく）」、即ち、昔のアイロンである火熨斗（ひのし）を指す。現代中国語でも、熨斗はアイロンを意味する。

## 熨斗鮑

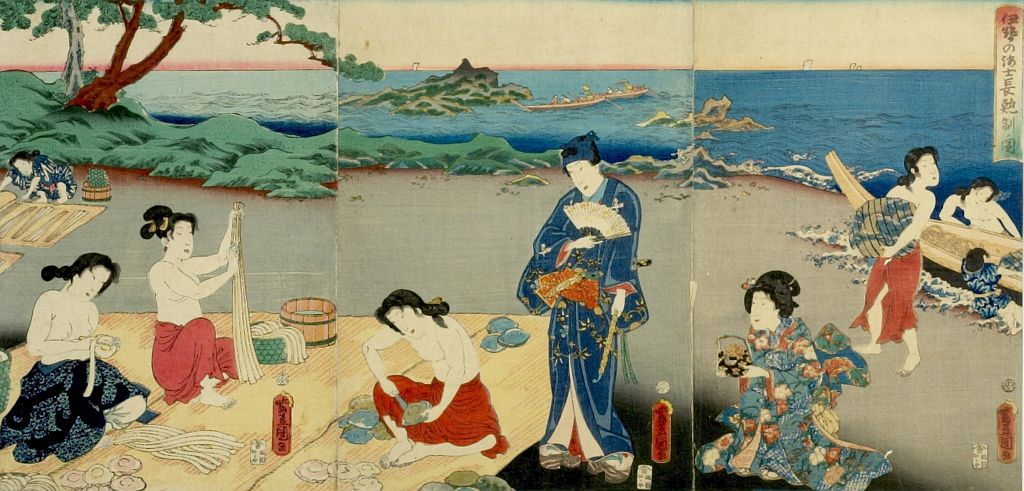
伊勢の熨斗鮑制の図。歌川国貞画。江戸時代。

### 由来
アワビは古来より不老長生の妙薬とされてきた。熨斗鮑はアワビの肉を薄く削ぎ、引き伸ばして乾燥させたものである。古くは食用に供され、後世になり三方に載せて儀式の肴とした。さらに祝意を表すために用いられるようになり、進物に添えて贈った。

### 伊勢神宮における熨斗鮑
三重県鳥羽市国崎町の神宮御料鰒調製所では伊勢神宮に献上するため古来の製法に従って熨斗鮑の調製が行われている。貝殻を外した後、熨斗刀（のしがたな）と呼ばれる半月状の包丁を使って身をむき、さらにリンゴの皮をむくように長く削いで3 - 4メートルの紐状に加工する。これを琥珀色になるまで天日干しにし、生乾きになったところで室内に移して竹筒で押しながら伸ばしていく。干し終わった後、短冊状に切り揃えて藁紐（わらひも）で束ねる。熨斗鮑は伊勢神宮で神饌とされ、伊勢神宮の御師によって御守りとともに配られていたこともある。
国崎町の「熨斗あわびつくり」は2004年（平成16年）に三重県無形民俗文化財に指定された。

## 熨斗の形式
本来は熨斗鮑を紙に包んだ包熨斗（つつみのし）で、あくまでもアワビが本体で紙が風袋であった。熨斗の部分は熨斗鮑を切った切熨斗（きりのし）か、熨斗鮑を結んだ結び熨斗とした。しかし、包熨斗は次第に風袋のほうが主となり折熨斗（折りのし）に変化した。折熨斗（折りのし）はもとは大型の切熨斗を折り畳んだ紙に包んだものだったが、切熨斗も折紙も小型化し、さらに切熨斗自体も使われなくなって黄色に染めた色紙を挟んだものになった。現代では一般的なものに折りのしや印刷のしがある。
このほか正月の鏡餅には大熨斗、束ね熨斗が飾られる。婚礼時の結納品として、束ね熨斗が用いられる。

### 折りのし
先述のように、現代では紅白の紙を折り込んで中央に黄色の短冊状の紙が付されているものを熨斗とすることが多く、この黄色の短冊状の紙の部分が熨斗鮑を表している。折りのしには両折り熨斗や片折り熨斗などがある。また、折り込まれかたによって真・行・草などがあるほか、飾りのしや蝶花形など多くの種類がある。
なお、水引で作られた結び熨斗や、水引で松葉をデザインした松葉のしが用いられることもある。

### 印刷のし
熨斗のデザインを紙に直接印刷したもの。判のし、文字のし、わらびのし、松葉のし、束ねのしなどがある。

## 熨斗に関するしきたり
- 熨斗（のし）には伸ばすという意味があり、慶事や縁談に関する場合に縁を伸ばす意味で用いられる[1][9]。一方、弔事やお見舞いでは引き伸ばす意味を嫌って熨斗を用いない[9]。
- 熨斗紙（のし紙）として熨斗（のし）と水引を紙に印刷して簡略化したものがある[10]。品物を包装紙でくるんだ状態で更にのし紙をかける形式を「外のし」、品物にのし紙をかけてから包装紙でくるむ形式を「内のし」という[10]。
- 熨斗はアワビを意味していることから、本来は魚介類など動物性食品を贈るときは熨斗は用いないものとされていた[6]。生ぐさが重複することになってしまうためで、代わりに笹の葉が敷かれたが、現代では中元、歳暮、内祝などこのような場合でも熨斗が付けられることも多い[1]。